# Ela Koulisiani
Ela Koulisiani, född 1 oktober 2002, är en tjeckisk volleybollspelare (center).
Koulisiani spelar i Tjeckiens landslag och har deltagit med dem vid VM 2022, EM 2023, samt European Volleyball League 2021 och 2022. Tidigare har hon spelat med dess juniorlandslag, även om de inte kvalificerade sig för något större mästerskap under hennes juniortid.
På klubbnivå spelar hon för VK KP Brno.